# André Hiriart
Pas d'image ? Cliquez ici

a Compétitions nationales et continentales officielles uniquement.

André Hiriart, né le 1er janvier 1910 à Bayonne et mort le 19 novembre 1983 à Ciboure, est un joueur et entraîneur  de rugby à XV et de rugby à XIII évoluant au poste d'arrière dans les années 1930 et 1940.
Il joue tout d'abord au rugby à XV sous le maillot du Stade bordelais, puis franchit le rubicon dans l'été 1934 lors de l'arrivée du rugby à XIII en France à Roanne. Après une saison dans la Loire, il s'engage jusqu'à la Seconde Guerre mondiale avec Côte basque remportant la Coupe de France en 1936. Renconverti avec succès comme entraîneur, il occupe ce poste à la sortie de la guerre dans le rugby à XIII, tout d'abord à Paris XIII puis Bordeaux. En 1950, le rugby à XV le convainc de revenir et Hiriart mène au titre le club de Mont-de-Marsan en finale du Championnat de France en 1953.

## Palmarès

### Rugby à XV

#### En tant que joueur

##### En club
| Saison    | Saison          | Championnat           | Championnat | Championnat | Championnat | Championnat | Championnat | Championnat |
| Saison    | Saison          | Compétition           | M           | Pts         | Ess.        | Pén.        | Tr.         | Dp.         |
| --------- | --------------- | --------------------- | ----------- | ----------- | ----------- | ----------- | ----------- | ----------- |
| 1933-1934 | Stade bordelais | Championnat de France | ?           | -           | -           | -           | -           | -           |

#### En tant qu'entraîneur
- Collectif : 
  - Finaliste du Championnat de France : 1953 (Mont-de-Marsan).

### Rugby à XIII
- Collectif : 
  - Vainqueur de la Coupe de France : 1936[1] (Côte basque).

#### En club
| Saison    | Saison      | Championnat           | Championnat | Championnat | Championnat | Championnat | Championnat | Championnat |
| Saison    | Saison      | Compétition           | M           | Pts         | Ess.        | Buts        | Dp.         |             |
| --------- | ----------- | --------------------- | ----------- | ----------- | ----------- | ----------- | ----------- | ----------- |
| 1934-1935 | Roanne      | Championnat de France | ?           | -           | -           | -           | -           |             |
| 1935-1936 | Côte basque | Championnat de France | ?           | -           | -           | -           | -           |             |
| 1936-1937 | Côte basque | Championnat de France | ?           | -           | -           | -           | -           |             |
| 1937-1938 | Côte basque | Championnat de France | ?           | -           | -           | -           | -           |             |
| 1938-1939 | Côte basque | Championnat de France | ?           | -           | -           | -           | -           |             |